# EventHub
株式会社EventHub（イベントハブ、英文社名：EventHub Co., Ltd.）は、東京都中央区東日本橋に本社を置く日本のSaaS企業。

## 概要
EventHubは2016年に設立されたイベント管理プラットフォームの開発・運用を手掛ける会社。2019年にセールスフォース・ドットコム（現・セールスフォース）のベンチャーキャピタル部門から出資を受け、Sansanから出資を受けた2020年からは、新型コロナウイルス感染症の世界的流行を受けウェビナーなどのオンラインイベントへの対応を強化し、急成長した。

## 沿革
- 2016年 設立[3]。
- 2018年 イベント管理プラットフォームEventHubの提供を開始[5]。